# David Ackles
Pour les articles homonymes, voir Ackles.
David Thomas Ackles est un chanteur, compositeur et enfant-acteur américain. Né le 20 février 1937 à Rock Island dans l'Illinois, il est décédé le 2 mars 1999 à Tujunga en Californie.

## Biographie
David Ackles se fait connaître enfant en tournant dans plusieurs films de série B, tel Rusty (en) (1945-1949). Après des études de lettres, il obtient une maîtrise cinématographique et commence à écrire des scénarios pour la télévision puis des chansons. Sous le label Rhinocéros, avec qui il signe en 1968, son premier album,  éponyme, n'obtient aucun succès mais le second est encensé par la critique bien que les ventes restent modestes n'atteignant que la 167 places des charts américains. En 1973, il décide d'arrêter sa carrière musicale et devient éleveur de chevaux. Il vend en parallèle quelques scénarios pour la télévision. En 1981, il est heurté par un conducteur ivre et perd l'usage de son bras gauche. Il travaille ensuite dans l'administration théâtrale. Il meurt d'un cancer des poumons à l'âge de 62 ans.
David Ackles entre au Rock and Roll Hall of Fame en 2003. Il est aujourd'hui considéré comme un des plus grands compositeurs des années 1960. Elton John ou encore Phil Collins témoignèrent de leur admiration pour lui.

## Albums
- Ackles David (1968)
- Subway to the Country (1970)
- American Gothic (1972)
- Five & Dime (1973)